# José María Pazo
José María Pazo, né le 4 avril 1964 à Valledupar (Colombie), est un footballeur colombien, qui évoluait au poste de gardien de but à l'Atlético Junior et à l'Atlético Nacional ainsi qu'en équipe de Colombie.
Pazo ne marque aucun but lors de ses trois sélections avec l'équipe de Colombie entre 1993 et 1995. Il participe à la coupe du monde de football en 1994 et à la Copa América en 1993 avec la Colombie.

## Carrière
- 1990-1997 : Atlético Junior
- 1997-1998 : Atlético Nacional
- 1998 : Deportivo Unicosta
- 1999 : Atlético Junior
- 1999-2000 : Atlético Nacional
- 2000 : Independiente Medellín  [1]

## Palmarès

### En équipe nationale
- 3 sélections et 0 but avec l'équipe de Colombie entre 1993 et 1995.
- Troisième de la Copa América 1993.
- Participe au premier tour de la coupe du monde 1994.

### Avec l'Atlético Junior
- Vainqueur du Championnat de Colombie de football en 1993 et 1995.